# Matthew Hayward
Matthew Hayward (Red Deer, 23 novembre 1989) è un ex sciatore freestyle canadese.

## Palmarès

### Coppa del Mondo
- Miglior piazzamento in classifica generale: 8º nel 2008
- Vincitore della Coppa del Mondo di halfpipe nel 2008
- 3 podi:
  - 2 vittorie
  - 1 terzo posto

#### Coppa del Mondo - vittorie
| Data             | Luogo                   | Paese    | Disciplina |
| ---------------- | ----------------------- | -------- | ---------- |
| 13 gennaio 2008  | Les Contamines-Montjoie | Francia  | HP         |
| 15 febbraio 2008 | Inawashiro              | Giappone | HP         |

Legenda:

HP = Halfpipe